# Anagyrus ananatis
Anagyrus ananatis är en stekelart som beskrevs av Charles Joseph Gahan 1949. Anagyrus ananatis ingår i släktet Anagyrus och familjen sköldlussteklar.
Artens utbredningsområde är:
- Colombia.
- Costa Rica.
- Haiti.
- Jamaica.
- Puerto Rico.
- Uruguay.
- Venezuela.

Inga underarter finns listade i Catalogue of Life.